# Bailee Madison
Bailee Rose Madison (Fort Lauderdale, 15 oktober 1999) is een Amerikaans actrice, die op zeer jeugdige leeftijd haar debuut maakte.
Madison begon haar carrière als actrice in 2007 met een gastrol in de jeugdserie Cory in the House. Ze is waarschijnlijk het bekendst van haar bijrol in de succesvolle jeugdfilm Bridge to Terabithia (2007) en als Mary Alice Johanssen in de film Merry Christmas, Drake & Josh. Ze kreeg ook een rol als de jonge Snow White in de serie Once Upon a Time en heeft een van de hoofdrollen in de serie Good Witch.

## Filmografie
- Lonely Hearts (2006) - Rainelle Downing
- Judy's Got a Gun (tv, 2007) - Brenna Lemen
- Bridge to Terabithia (2007) - May Belle Aarons
- Look (2007) - Megan
- The Last Day of Summer (tv, 2007) - Maxine
- Saving Sarah Cain (2007) - Hannah Cottrell
- Merry Christmas, Drake & Josh (2008) - Mary Alice Johanssen
- Phoebe in Wonderland (2009) - Olivia Lichten
- Brothers (2009) - Isabelle Cahill
- Letters to God (2010) - Samantha Perryfield
- Conviction (2010) - jeugdige Betty Ann
- Just Go with It (2011) - Maggie
- An Invisble Sign (2011) - jeugdige Mona
- Don't Be Afraid of the Dark (2010) - Sally Hirst
- 25 Hill (2011) - Kate Slater
- Taste of Romance (tv, 2011) - Hannah Callahan
- Powers (tv, 2011) - Calista
- Cowgirls n' Angels (2012) - Ida Clayton
- Parental Guidance (2012) - Harper Decker Simmons
- Northpole: Open for Christmas (2015) - Clementine
- Annabelle Hooper and the Ghosts of Nantucket (2016) - Annabelle Hooper
- A Cowgirl's Story (2017) - Dusty Rhodes
- Date with Love (2016) - Heidi Watts
- The Strangers: Prey at Night (2018) - Kinsey
- A Week Away (2021) - Avery

## Televisieseries
- House M.D. (2007) - Lucy
- Cory in the House (2007) - Maya
- CSI: NY (2007) - Rose Duncan
- Unfabulous (2007) - Young Addie Singer
- Terminator: The Sarah Connor Chronicles (2008) - Little Girl
- Law & Order: Special Victims Unit (2010) - Mackenzie Burton
- The Haunting Hour: The Series (2010) - Lily
- Wizards of Waverly Place (2011) - Maxine Russo of Max Russo
- Chase (2011) - Zoe
- Once Upon a Time (2012-2016) - Young Snow White
- The Fosters (2014-2015) - Sophia
- Good Witch (2015-2019) - Grace Russell